# Benoît Binet
Pour les articles homonymes, voir Binet.
Benoît Binet , actif au XVIIe siècle, est un barbier français, perruquier et valet de chambre du roi Louis XIV.

## Biographie

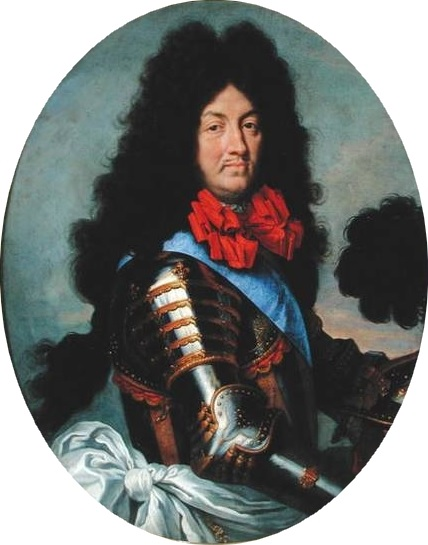
École française du XVIIe siècle, Portrait de Louis XIV (1684), Saint-Quentin, musée Antoine-Lécuyer. Le roi portant une « binette ».

Benoît Binet est le fils de Sylvestre Binet et d'Antoinette Quentin. Il est le cousin de François Quentin de La Vienne. En 1675, il épouse sa cousine Marie Richou, fille de Charles Richou, bourgeois de Paris, et d'Anne Quentin.
Le roi Louis XIV ordonne qu'on lui trouve un perruquier qui puisse mêler ses propres cheveux au complément capillaire et Benoît Binet, demeurant rue des Petits-Champs, est choisi. Binet se qualifiait comme « artiste qui fait les perruques du roi, demeurant rue des Petits-Champs ». Il envoya ses assistants en coiffure dans tout le pays avec un échantillon de la chevelure royale et la mission de ramener des cheveux de couleur semblable à celle du roi. Ses perruques, d'une grande extravagance, sont appelés binettes ou perruques à la binette ; d'où l'expression « avoir une drôle de binette ». On lisait dans le Journal des coiffeurs :

« Vous avez une bien jolie binette ! Disait-on lorsqu'on voulait complimenter quelqu'un sur la beauté de sa perruque. Aujourd'hui, et sans savoir pourquoi, on dit souvent par moquerie : Oh la drôle de binette ! »

« En peu de temps, les perruques s'établirent sur toutes les têtes. Louis XIV et sa cour en portaient qui pesaient plusieurs livres, et coûtaient plus de mille écus ; les tresses descendaient sur les hanches, et le toupet dominait sur le front à une hauteur de cinq à six pouces. L'Histoire nous a conservé le nom de l'artiste ingénieux qui inventa cette coiffure, il se nommait Binette. »

Il aurait déclaré : « Je pèlerai toutes les têtes de France pour parer celle de Sa Majesté. »[réf. nécessaire]
Bourgeois de Paris, il est barbier ordinaire et valet de chambre du roi Louis XIV.